# Canthidium cognatum
Canthidium cognatum là một loài bọ cánh cứng trong họ Bọ hung (Scarabaeidae).